# Franklin Murphy

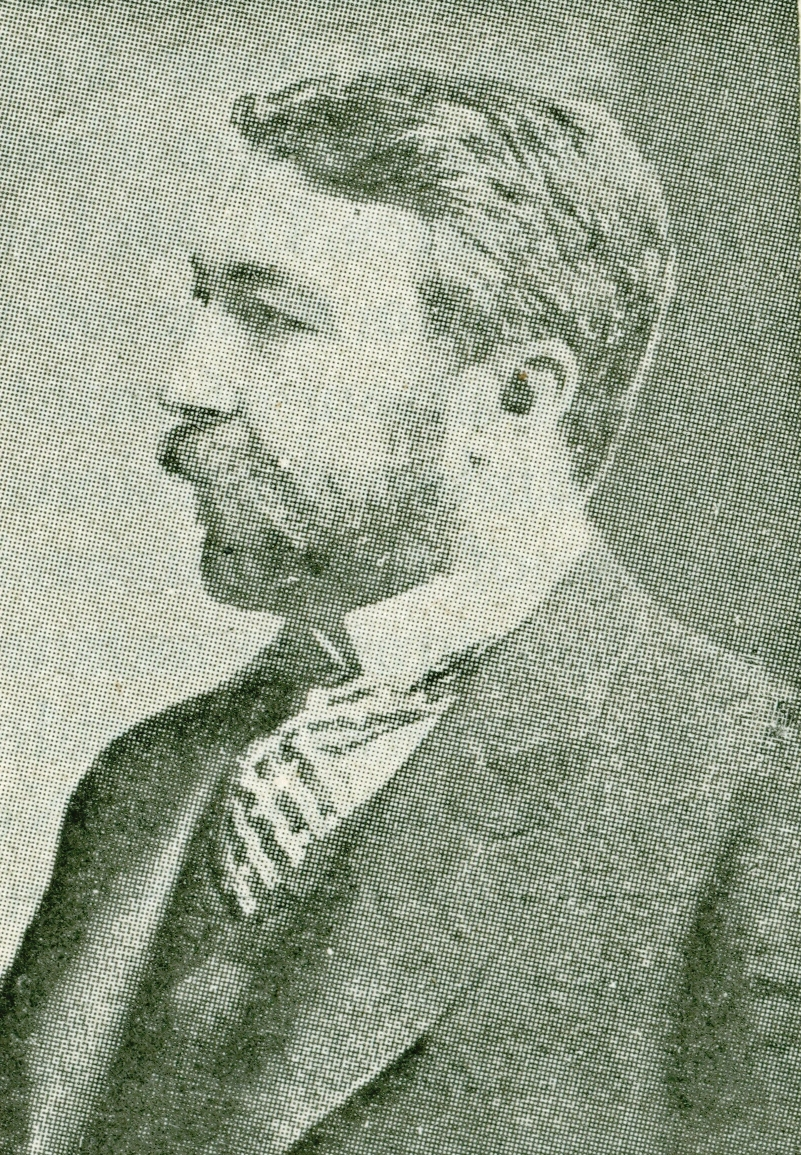
Franklin Murphy

Franklin Murphy, född 3 januari 1846, död 24 februari 1920, var en amerikansk politiker och guvernör i New Jersey 1902-1905.

## Inbördeskriget
Murphy föddes i Jersey City, New Jersey. Han studerade vid Newark Academy när amerikanska inbördeskriget bröt ut. I juli 1862 tog han värvning i USA:s armé, trots att han då bara var 16 år gammal. Han fick tjänst som menig i 13:e New Jerseys frivilliga infanteri den 19 juli 1862. Han steg i rankerna under kriget, blev korpral den 25 augusti 1862 och till sist löjtnant den 24 februari 1864. Hans regemente slogs vid Antietam, Chancellorsvile, Gettysburg och deltog i Shermans "marsch mot havet". Han fick avsked med goda vitsord den 8 juni 1865.

## Politisk karriär
Murphy var aktiv i Republikanerna. Från 1883 till 1886 var han ledamot av fullmäktige i Newark och var en tid dess ordförande. Han valdes till New Jerseys parlament 1885. Han var chef för parkförvaltningen i delstaten och ledde planerandet för parker i Essex County. President McKinley utnämnde honom till en av dem som administrerade världsutställningen i Paris 1900.
Han var ordförande för New Jerseys Republikanska kommitté från 1892 till 1904 och åter från 1907 till 1910. Han kandiderade till guvernör för New Jersey 1901 och besegrade sin demokratiske motståndare James M. Seymour med 183 814 röster mot 166 681. Under sin tid som guvernör införde han många progressiva idéer. Han såg till att lagarna om barnarbete förbättrades, tog bort avgiftssystemen hos myndigheter inom delstaten och olika countyn och införde de första lagarna i New Jersey om primärval.
Enligt den dåvarande grundlagen i New Jersey fick han inte kandidera till omval, så han överlämnade guvernörsämbetet till sin partikamrat Edward C. Stokes efter sin mandatperiod.
Det finns en staty i naturlig storlek av honom i Weequahic Park i Newark.

## Senare år
Sedan han hade slutat som guvernör fortsatte han att vara aktiv i Republikanernas politik i New Jersey resten av sitt liv. Han var delegat till Republikanska nationella konvent fem gånger. Vid konventet 1908 var han kandidat till att bli vicepresidentkandidat vid sidan om William Howard Taft, men den kandidaturen gick till sist till ledamoten av USA:s representanthus från New York James S. Sherman.
Han avled i Palm Beach, Florida, vid 74 års ålder och begravdes på Mount Pleasant Cemetery, Newark, sektion F, grav 159/160.